# Melanitis arcensia
Melanitis arcensia är en fjärilsart som beskrevs av Hans Fruhstorfer 1908. Melanitis arcensia ingår i släktet Melanitis och familjen praktfjärilar. Inga underarter finns listade i Catalogue of Life.